# غاريث إدواردز (لاعب كريكت بريطاني)
غاريث إدواردز (30 نوفمبر 1973 - )  (بالإنجليزية: Gareth Edwards)‏ هو لاعب كريكت بريطاني.